# Partit Comunista de Grècia (marxista-leninista)
Partit Comunista de Grècia (marxista-leninista) (grec Κομμουνιστικό Κόμμα Ελλάδας (μαρξιστικό-λενινιστικό), Kommounistiko Komma Elladas (marxistiko-leninistiko), KKE(m-l)) és un partit polític grec d'orientació comunista fundat el novembre de 1976 per la majoria de l'Organització de Marxistes-Leninistes de Grècia, escissió maoista del Partit Comunista de Grècia (KKE) el 1964. Un grup no acceptà el canvi i fundà el Partit Comunista Marxista-Leninista de Grècia.
Un altre grup amb el mateix nom (abreujat KKE-ML) es va fundar el novembre de 1974 per un grup conegut com a Organització de Marxistes-Leninistes Grecs (OEML) que la separació de OMLE el 1969. El 1975 es va dividir en dues faccions amb el mateix nom que va desaparèixer fins a 1976.
El KKE (ml) va experimentar una crisi el 1982, quan la majoria dels seus membres deixà el partit. Aquesta crisi va ser causada com a conseqüència d'esdeveniments internacionals (la mort de Mao Zedong, la reconstrucció del capitalisme a la Xina, etc.) i nacionals (Govern del PASOK, etc.)
A les eleccions legislatives gregues de juny de 1989 va obtenir 3.361 vots (0,05%). A les de novembre de 1989 va treure 3.234 vots (0,05%), i, a les eleccions de 1990 va treure 2.590 vots (0,04%).
El 1993, el KKE (ml) es va unir a la Lluita d'Esquerra, coalició política formada pel Moviment Revolucionari Comunista de Grècia (EKKE), Corrent Nova Esquerra, Partit Revolucionari dels Treballadors (EEK). La coalició va rebre 8.160 vots a les eleccions de 1993 i 10.443 vots a les de 1996. A les eleccions de 2000 el partit va obtenir 7.301 vots (0,11%), a les de 2004 10.754 vots (0,15%), i, a la de 2007 17.541 vots (0,24%).
El KKE (ml) publica quinzenalment el periòdic, Proletariaki Sime (Bandera Proletària).

## Resultats electorals

### Eleccions legislatives
| Any       | Parlament Hel·lènic       | Parlament Hel·lènic       | Parlament Hel·lènic | Parlament Hel·lènic | Pos. | Govern            |
| Any       | Vots                      | %                         | Escons              | +/−                 | Pos. | Govern            |
| --------- | ------------------------- | ------------------------- | ------------------- | ------------------- | ---- | ----------------- |
| 1977      | Dins de LDE               | Dins de LDE               | 0 / 300             | Nou                 | 9è   | Extraparlamentari |
| 1981      | Dins d'EA                 | Dins d'EA                 | 0 / 300             | =                   | 10è  | Extraparlamentari |
| 1985      | Dins de KA                | Dins de KA                | 0 / 300             | =                   | 10è  | Extraparlamentari |
| 1989 (I)  | 3,350                     | 0.05%                     | 0 / 300             | =                   | 17è  | Extraparlamentari |
| 1989 (II) | 3,188                     | 0.05%                     | 0 / 300             | =                   | 11è  | Extraparlamentari |
| 1990      | 2,590                     | 0.04%                     | 0 / 300             | =                   | 16è  | Extraparlamentari |
| 1993      | Dins de Lluita d'Esquerra | Dins de Lluita d'Esquerra | 0 / 300             | =                   | 10è  | Extraparlamentari |
| 1996      | Dins de Lluita d'Esquerra | Dins de Lluita d'Esquerra | 0 / 300             | =                   | 12è  | Extraparlamentari |
| 2000      | 7,325                     | 0.11%                     | 0 / 300             | =                   | 12è  | Extraparlamentari |
| 2004      | 10,864                    | 0.15%                     | 0 / 300             | =                   | 9è   | Extraparlamentari |
| 2007      | 17,555                    | 0.25%                     | 0 / 300             | =                   | 9è   | Extraparlamentari |
| 2009      | 10,480                    | 0.15%                     | 0 / 300             | =                   | 13è  | Extraparlamentari |
| 2012 (I)  | KKE (m-l) - ML KKE        | KKE (m-l) - ML KKE        | 0 / 300             | =                   | 21è  | Extraparlamentari |
| 2012 (II) | KKE (m-l) - ML KKE        | KKE (m-l) - ML KKE        | 0 / 300             | =                   | 17è  | Extraparlamentari |
| 2015 (I)  | KKE (m-l) - ML KKE        | KKE (m-l) - ML KKE        | 0 / 300             | =                   | 14è  | Extraparlamentari |
| 2015 (II) | KKE (m-l) - ML KKE        | KKE (m-l) - ML KKE        | 0 / 300             | =                   | 15è  | Extraparlamentari |
| 2019      | 7,760                     | 0.14%                     | 0 / 300             | =                   | 15è  | Extraparlamentari |
| 2023 (I)  | 12,773                    | 0.22%                     | 0 / 300             | =                   | 22è  | Extraparlamentari |
| 2023 (II) | 9,447                     | 0.18%                     | 0 / 300             | =                   | 19è  | Extraparlamentari |